# Epacmoides cryptochaunum
Epacmoides cryptochaunum är en tvåvingeart som beskrevs av Hesse 1956. Epacmoides cryptochaunum ingår i släktet Epacmoides och familjen svävflugor. Inga underarter finns listade i Catalogue of Life.